# Мустаєвська сільська рада
Муста́євська сільська рада (рос. Мустаевский сельский совет) — сільське поселення у складі Новосергієвського району Оренбурзької області Росії.
Адміністративний центр — село Мустаєво.

## Населення
Населення — 1228 осіб (2019; 1378 в 2010, 1608 у 2002).

## Склад
До складу сільської ради входять:
| Населений пункт  | Населення, осіб (2002) | Населення, осіб (2010) |
| ---------------- | ---------------------- | ---------------------- |
| Ізмайловка, село | 176                    | 148                    |
| Мустаєво, село   | 1126                   | 984                    |
| Ржавка, село     | 306                    | 246                    |